# Hugo Zandt von Merl
Hugo Karl Kaspar Joseph Freiherr Zandt von Merl (* 20. Dezember 1764 in Trier; † 23. Dezember 1845 auf Schloss Münchweiler) war kaiserlicher Kammerherr sowie Bürgermeister.

## Leben

### Herkunft und Familie
Hugo Zandt von Merl entstammte dem Adelsgeschlecht Zandt von Merl, das auf Vögte bzw. Erbvögte aus Merl zurückgeführt und urkundlich erstmals im 10. Jahrhundert erwähnt wird. Über Jahrhunderte waren Mitglieder der Familie Erbvögte der Trierer Kurfürsten und der Sponheimer Grafen und hatte somit großen Einfluss auf das Geschehen an der Mittelmosel. Sein Vater war Vogt und Amtmann Franz Georg Zandt von Merl (1723–1785), seine Mutter war Maria Agnes Apollonia Elisabeth von Hagen zu Motten.
Er heiratete am 31. Mai 1797 in Frankfurt am Main Amalia Johanna Maria Josefa Gräfin von Hochstaden (1779–1863) verheiratet. Die Ehe brachte den Sohn René, späterer Bürgermeister.

### Wirken
Über seinen Ausbildungsweg gibt die Quellenlage keine Aufschlüsse. Belegt ist, dass Zandt von Merl zunächst als Page am kaiserlichen Hof in Wien tätig war und dort zum österreichischen Kammerherr ernannt wurde. Dies geschah am 14. Juli 1792 anlässlich der Krönung Franz II. zum deutschen König und erwählten Kaiser des Heiligen Römischen Reiches. Er war kurtrierscher Geheimer Rat und Amtmann im Amt Grimburg.
1788 verpachtete Zandt von Merl die Eisenwerke Münchweiler, die sein Vater bis 1769 geführt hatte, an die Firma Leclerc, Joly & Co., die 1782 auch die Neunkircher Eisenhütte gepachtet hatte.
1794 floh Zandt mit seiner Familie vor der einrückenden französischen Revolutionsarmee und kehrte zurück, nachdem die Preußische Armee unter Führung des Generalfeldmarschalls Gebhard Leberecht von Blücher die Gebiete im Zuge des Zweiten Koalitionskrieges zurückerobert hatte. So wurde er 1816 wieder Bürgermeister in Weierweiler und übte dieses Amt bis 1822 aus.
Nachdem 1826 der Provinziallandtag der Rheinprovinz gebildet wurde, wurde Zandt von Merl als stellvertretender Abgeordneter im Stand der Ritterschaft der Regierungsbezirke Koblenz/Trier/Köln gewählt. 1828 wurde er als Stellvertreter einberufen und nahm am Landtag teil.